# Festuca nandadevica
Festuca nandadevica är en gräsart som beskrevs av Hajra. Festuca nandadevica ingår i släktet svinglar, och familjen gräs.
Artens utbredningsområde är Uttaranchal. Inga underarter finns listade i Catalogue of Life.